# Strada statale 399 di Calitri
La ex strada statale 399 di Calitri (SS 399), ora strada provinciale ex SS 399 di Calitri (SP ex SS 399), è una strada provinciale italiana che si snoda nella zona più orientale dell'Irpinia.

## Percorso
La strada ha inizio dal quadrivio nei pressi di Calitri Scalo, dove si incrocia con la strada statale 7 dir/C Via Appia e con la strada statale 401 dell'Alto Ofanto e del Vulture. Da qui prosegue verso nord superando l'Ofanto per salire verso il centro abitato di Calitri.
Il tracciato continua verso nord raggiungendo il bivio per Aquilonia e innestandosi sulla ex strada statale 303 del Formicoso nei pressi di Bisaccia.
In seguito al decreto legislativo n. 112 del 1998, dal 17 ottobre 2001 la gestione è passata dall'ANAS alla Regione Campania, che nella stessa data ha ulteriormente devoluto le competenze alla Provincia di Avellino.